# Євгенівка (Покровський район)
Євге́нівка — село Гродівської селищної громади Покровського району Донецької області, Україна. У селі мешкає 106 людей.

## Географія
Селом тече Балка Самойлова.

## Загальні відомості
Відстань до райцентру становить близько 31 км і проходить автошляхом місцевого значення.
Землі села межують із територією с-ща. Східне Очеретинської селищної громади.

## Населення
За даними перепису 2001 року населення села становило 106 осіб, із них 83,96 % зазначили рідною мову українську та 16,04 % — російську.